# Test Léger-Boucher
Pour les articles homonymes, voir Léger et Boucher.
Le test de Léger-Boucher est destiné aux coureurs à pied. Il permet de déterminer la vitesse maximale aérobie (V.M.A.) et d'estimer le VO2 max du coureur, au cours d'une épreuve continue à la difficulté progressive.

## Description
Le principe de l'épreuve est simple : le sujet doit courir de plus en plus vite autour d'une piste, et compléter le plus grand nombre de paliers de deux minutes.
Le début de l'épreuve est facile et correspond à une marche rapide (6  à   8 km/h selon les personnes). Un palier est franchi toutes les deux minutes. La vitesse de course augmente alors d'1 km/h : le coureur doit adapter sa vitesse. Lorsque le coureur arrive en bout de course et ne peut poursuivre le test, il s'arrête. Sa vitesse maximale aérobie (VMA) est celle du dernier palier qu'il a complété (+0,5 km/h pour un palier réalisé aux deux tiers).
En pratique, sur une piste d'athlétisme, on peut poser des repères tous les 50 mètres.
Le coureur s'élance sur la piste en étant guidé dans son effort par une bande sonore. À chaque signal sonore, il doit se trouver au niveau d'un repère. S'il est trop en retard, il doit s'arrêter.